# Cerro La Borona
El Cerro La Borona es una formación de montaña ubicada en la región natural conocida como «El Guamal», en el límite entre el estado Anzoátegui y Sucre, Venezuela. A una altitud promedio de 2.032 m s. n. m., el Cerro La Borona es una de las montañas más altas en Anzoátegui.

## Geología
El Cerro La Borona se asienta entre dos formaciones geológicasː por el Oeste la formación de Naricual (con estratos de origen Terciario) y por el Este la formación de San Juan (de origen Cretácico). El Cerro La Borona está rodeado de varios caminos de cortafuego que confluyen sobre su arista desde los poblados de «El Cambural» y «Mundo Nuevo».

## Ubicación
El Cerro La Pizarra está ubicado en el extremo sur del Cerro Tristeza y la Zona Protectora Macizo Montañoso del Turimiquire, parte del sistema montañoso nororiental de la cordillera de la Costa venezolana. El acceso es rústico y se obtiene por «Cañafístola», uno de varios caseríos que rodean la montaña y al que se obtiene acceso por la carretera Barcelona - Anaco.